# Cylindropuntia multigeniculata
Cylindropuntia multigeniculata là một loài thực vật có hoa trong họ Cactaceae. Loài này được (Clokey) Backeb. mô tả khoa học đầu tiên năm 1958.